# Neolepisorus zippelii
Neolepisorus zippelii là một loài dương xỉ trong họ Polypodiaceae. Loài này được Li Wang mô tả khoa học đầu tiên năm 2010.
Danh pháp khoa học của loài này chưa được làm sáng tỏ. 